# Through Silver in Blood
Through Silver in Blood – piąty album amerykańskiego zespołu Neurosis, wydany w 1996 roku.  Album jest przez wielu uważany za najlepszy w historii grupy. Jest kulminacją eksperymentalnej drogi, zaczętej na płycie Souls at Zero. Na następnej płycie, Times of Grace, zespół zaczął zmieniać brzmienie i wprowadzać łagodniejsze brzmienie.

## Spis utworów
1. „Through Silver in Blood”
2. „Rehumanize”
3. „Eye”
4. „Purify”
5. „Locust Star”
6. „Strength of Fates”
7. „Become the Ocean”
8. „Aeon”
9. „Enclosure in Flame”